# Johann von Farabel
Johann von Farabel (lat. Johan Pharabel dominus dou Pui, frz. Jean de Farabel, † nach 1252, vor 1277) war durch Ehe Herr von Le Puy in der Grafschaft Tripolis.
Er war mit Maria von Le Puy verheiratet, der Tochter von Hugo Sans-Avoir, Herr von Le Puy, Konstabler von Tripolis, und Eschiva von Tiberias (Tochter des Wilhelm von Tiberias). Beim Tod des Schwiegervaters übernahm er von diesem die Herrschaft Le Puy.
Mit Maria hatte er drei Söhne und drei Töchter:
- Wilhelm, Herr von Le Puy, Konstabler von Tripolis ⚭ Alix von Batrun
- Thomas († jung)
- Guido († jung)
- Eschiva
- Mathilde
- Anne